# Psychomyia amphiaraos
Psychomyia amphiaraos är en nattsländeart som beskrevs av Malicky och Chantaramongkol 1997. Psychomyia amphiaraos ingår i släktet Psychomyia och familjen tunnelnattsländor. Inga underarter finns listade i Catalogue of Life.